# فيتاليك بوتيرين
فيتاليك بوتيرين (بالروسية: Виталий Бутерин)؛ (31 يناير 1994)، مبرمج روسي كندي ومخترع منصة الإيثريوم ومؤسس مشارك لمجلة بيتكوين مغازين.

## النشأة
ولد فيتاليك في كولومنا، روسيا والتي تبعد حوالي 100 كيلومتر جنوب شرق موسكو. إنتقل إلى تورنتو، كندا مع أبواه في عام 2000 وهو في السادسة من عمره حيث التحق بالتعليم المدرسي هناك.
شغُف فيتاليك بالحاسوب واللعب ببرنامج مايكروسوفت إكسل وهو في الرابعة من عمره. يتذكر والده، دميتري بوتيرين، ابنه وهو يكتب صحيفة معقّدة تسمى موسوعة الأرانب كانت مليئة بالرياضيات والحسابات والجداول في سن السابعة. التحق فيتاليك بجامعة واترلو في عام 2012 ليدرس علوم الحاسب.
من اهتماماته الحساب، الخوارزميات، التعمية، الصناعة الميكانكية، الإقتصاد، العلوم الإجتماعية، السياسة والفلسفة العقلانية.

## البيتكوين
تعرف فيتاليك على البيتكوين عن طريق والده في 2011. أنكر الفكرة مسبقاً مقتنعاً أن العملة التي لا تحمل قيمة مسيرها أن تفشل ولكن بعد تعرضه لها مرة ثانية أثارت انتباهه وغيرت تفكيره. بدأ فيتاليك في الكتابة عن البيتكوين في مدونة بيتكوين ويكلي بأجر بسيط قدره دولار ونصف كندي في الساعة. شارك بعدها أحد أصدقائه من رومانيا، ميهاي إليسيا، في إنشاء مجلة بيتكوين مغازين المطبوعة.
في نوفمبر 2012 اجتمع فيتاليك بأنثوني دي لوريو، ريادي أعمال مشهور حالياً، ومجموعة من المهتمين بالبيتكوين في أول تجمع لهم في تورنتو في حانة بوبرز في حي أنيكس. لم يتكلم فيتاليك كثيراً وقتها كما أنه لم يتفاعل مع الحاضرين اجتماعياً. ولكن بعد عدة مقابلات تعرّفت المجموعة أكثر على فيتاليك ليتبين لهم أنه ليس بالمبرمج العبقري الخجول فحسب. كان فيتاليك يبني لنفسه سمعة قوية في عالم العملات المعماة.
بعد عدة شهور من الاجتماع، تبين لفيتاليك أن مشاريع التعمية تستهلك 30 ساعة في الأسبوع من وقته. استشار فيتاليك والده في ترك الدراسة الجامعية في عام 2013 ليسافر حول العالم ويكتشف أكثر عن البيتكوين حيث شجعه والده على ذلك. تفرغ فيتاليك للكتابة في مجلته بيتكوين ماغازين وسافر لإسرائيل وأمستردام وسان فرانسيسكو ليشارك في عدة مشاريع عملات معماة.

## ولادة إيثريوم
خلال سفره، أدرك فيتاليك أن جميع مشاريع التعمية الموجودة مرتبطة بتطبيقات محددة وليست عامة بما فيه الكفاية.
أصدر فيتاليك الورقة البيضاء لمنصة إيثريوم في يناير 2013 وجمع الفريق التأسيسي خلال أسابيع والذي شمل أنثوني دي لوريو، ميهاي أليسي، أمير شيترت وتشارلز هوسكنسن. التقى أعضاء الفريق بعضهم البعض وجهاً لوجه أول مرة في يناير 2014 حيث قاموا بتأجير بيت في ميامي قبل مؤتمر شمال أمريكا للبيتكوين وبدأوا بالعمل على المشروع ونشر الفكرة.

## إشاعة مقتله
في 25 يونيو 2017 ظهر في منتدى الإنترنت فورتشان إشاعة مفادها أن فيتاليك قتل في حادث سير. تأثر سوق إيثر، العملة المعماة لشبكة إيثريوم، بهذه الإشاعة مما أدى إلى هبوط سعرها لأقل من 300 دولار أمريكي. نفى فيتاليك الإشاعة على حساب تويتر الخاص به واستخدم تقنية الإيثريوم نفسها ليثبت وجوده حياً. حيث قام بنشر صورة سيلفي له ممسكاً بورقة ومكتوب عليها قيمة هاش الخاصة بكتلة صدرت بعد وقت نشر الخبر الكاذب (والذي يستحيل أن يُتنبئ به قبل صدوره).

## الشهرة
إختارت مجلة فورتشن فيتاليك في تصنيفها السنوي «40 تحت ال40» لعام 2016 عن أكثر الشخصيات شبابية مؤثرة في عالم الأعمال في المركز ال31.
استلم جائزة زمالة ثيل لعام 2014 من الملياردير بيتر ثيل.

## وصلات خارجية
- فيتاليك بوتيرين على موقع IMDb (الإنجليزية)
- فيتاليك بوتيرين على موقع قاعدة بيانات الفيلم (الإنجليزية)
- الموقع التعريفي لفيتاليك